# وادي بوسلام

حي وادي بو سلام

نهر بو سلام أو وادي بوسلام هو نهر من منطقة المغرب العربي ويقعُ تحديدًا في الجزائر، في ولاية برج بوعريريج. يتدفق النهر عبر وادي بو سلام ويُعيقه سد عين زادة.

## وصف
حوض بو سلام مغلق من الشمال، من نقطة التقاء النهر بوادي الساحل، عن طريق جبل جيلدامان. ينحدر وادي بوسلام من المنحدرات الجنوبية لجبل مقريس. وتتكون من خمسة أنهار، وادي محوان، ووادي محمد الحناش، ووادي عوريشيا، ووادي قسيمت ووادي فرماتو، التي تلتقي شمال سطيف. يمتد النهرُ أولًا بين الجنوب والجنوب الغربي، ويمر ثلاثة كيلومترات غرب سطيف، ويعبر السلسلة التي يأخذ منبعها بين جبل تافات والقرغور. يستقبل وادي بوسلام وادي الملاح وينقل منبعه إلى عين عرنات في سد عين زادة. بعد عبور سد عين زادة، تعبر بلدية خليل شرقا وتستقبل رافدين جديدين، وادي خليل، الذي يتدفق من الضفة اليسرى في بصباسة في منتصف الطريق بين الخربة وسد عين زادة ووادي تيسة قبل ذلك بقليل على اليمين.

## بيئة
يحتوي نهر واد بو سلام على 36٪ من أنواع الأسماك في المياه الداخلية الجزائرية (15 نوعا).